# Focus Entertainment
Focus Entertainment (anteriormente Focus Home Interactive) é uma desenvolvedora e publicadora francesa de jogos com sede em Paris, França. Fundada em 1996, Focus Home Interactive tem publicado e distribuído títulos originais, que é Blood Bowl, Sherlock Holmes, TrackMania, Runaway e jogos de esportes, que é Cycling Manager e Virtual Skipper.

## História
Em 25 de Junho de 2010, foi anunciado que a Focus Home Interactive tinha a franquia de jogos Cities XL da desenvolvedora Monte Cristo que declarou falência . Depois, em 2012, começou a trabalhar com a Giants Software, criadora do Farming Simulator .
Em junho de 2020, a empresa adquiriu a Deck13 por 7,1 milhões €. Em abril de 2021, a Focus também adquiriu a Streum On Studio. Em agosto de 2021, a empresa adquiriu a Dotemu por aproximadamente 38,5 milhões € (US$46 mihões).
Em 6 de setembro de 2021, a Focus Home Interactive foi renomeada para Focus Entertainment.
Em outubro de 2021, a Focus adquiriu a Douze Dixiemes.
Em fevereiro de 2022, a Focus adquiriu a Leikir Studio, por uma quantia não revelada.
Em 13 de setembro de 2022, a Focus adquiriu a BlackMill Games.

## Estúdios
| Nome             | Nome             | Nome             | Localização    | Tipo de subsidiaria | Tipo de subsidiaria | Tipo de subsidiaria | Fundacão ou adquisição | Ref(s). |
| ---------------- | ---------------- | ---------------- | -------------- | ------------------- | ------------------- | ------------------- | ---------------------- | ------- |
| BlackMill Games  | BlackMill Games  | BlackMill Games  | Heiloo         | Desenvolvedora      | Desenvolvedora      | Desenvolvedora      | Setembro de 2022       | [ 12 ]  |
| Deck13           | Deck13           | Deck13 Hamburg   | Hamburg        | Desenvolvedora      | Desenvolvedora      | Desenvolvedora      | Junho de 2020          | [ 6 ]   |
| Deck13           | Deck13           | Deck13 Montreal  | Montreal       | Desenvolvedora      | Desenvolvedora      | Desenvolvedora      | Junho de 2020          | [ 6 ]   |
| Deck13           | Deck13           | Deck13 Spotlight | Frankfurt      | Publicadora         | Publicadora         |                     | Junho de 2020          | [ 6 ]   |
| Dotemu           | Dotemu           | Dotemu           | Paris          | Desenvolvedora      | Desenvolvedora      | Desenvolvedora      | Agosto de 2021         | [ 13 ]  |
| Douze Dixiemes   | Douze Dixiemes   | Douze Dixiemes   | Saint Ouen     | Desenvolvedora      | Desenvolvedora      | Desenvolvedora      | Outubro de 2021        | [ 10 ]  |
| Leikir Studio    | Leikir Studio    | Leikir Studio    | Ivry Sur Seine | Desenvolvedora      | Desenvolvedora      | Desenvolvedora      | Fevereiro de 2022      | [ 11 ]  |
| Streum On Studio | Streum On Studio | Streum On Studio | Paris          | Desenvolvedora      | Desenvolvedora      | Desenvolvedora      | Abril de 2021          | [ 7 ]   |